# Сергиевский, Николай Николаевич
Николай Николаевич Се́ргиевский (1875—1955) ― драматург, прозаик, издатель.

## Биография
Отец, Николай Александрович (родственник митрополита Филарета), — сын священника, окончил Московскую духовную академию, служил в канцелярии обер-прокурора Синода, сделал блестящую карьеру: попечитель Виленского учебного округа, тайный советник, сенатор, потомственный почётный гражданин. Мать, Елизавета Александровна (урождённая Рахманина, ― начальница и председатель совета Мариинской общины сестер милосердия
Красного Креста. Николай Сергиевский ― младший из пяти сыновей, окончил 1-ю Виленскую гимназию (1894). Вместе с одноклассником В. И. Шверубовичем (будущим актёром Качаловым) поступил на юридический факультет Императорского Санкт-Петербургского университета, который окончил в 1900 году. Служил в Витебске чиновником особых поручений при губернаторе, и. о. инспектора типографий и книжной торговли, был членом губернского комитета попечительства о народной трезвости; три года прослужил земским начальником, потом помощником делопроизводителя земского отделения Министерства внутренних дел, но «неудовлетворенный сухим формализмом службы» вышел в отставку. В 1912―1916 чиновник особых поручений при управляющем главного управления землеустройства и земледелия (титулярный советник).
Первая публикация Сергиевского — мелодраматический рассказ «Жизнь» («Виленский вестник», 1897, подпись Н.Н.С.): молодая актриса, в погоне за красивой жизнью превратилась в «полуголую, раскрашенную куклу», любовницу «старикашки-купца». В следующем году опубликовал рассказ «Ната», героиней которого тоже была актриса; этот текст вошёл в сборник «Ната и другие рассказы» (СПб., 1900). В 1894 году в Виленском театре была поставлена одноактная пьеса Сергиевского «Кузница счастья». Первый театральный опыт пробудил в Сергиевском мечту «попасть на сцену с настоящей пьесой», осуществившуюся только в 1907 году, когда в бенефис актёра Э. Д. Бастунова на сцене театра Литературно-художественного общества в Петербурге была поставлена пьеса «Перелом» (режиссёр Е. П. Карпов). На той же сцене было поставлено (1912) «необыкновенное комедийное происшествие» «Несётся ввысь душа!…» (1912). Среди первых исполнителей пьесы был М. А. Чехов.
Всего Сергиевский написал 11 пьес; кроме перечисленных, это одноактные «Ушла» (1903) и «На волю» (1906), драма «Мотыльки» (СПб., 1908), комедия «Привычка» (1908), «Туман» (1913), а также «Надёжный страж» и «Наш герой». Ему принадлежат также различные инсценировки, одна из которых, по роману И. С. Тургенева «Дворянское гнездо», была поставлена в провинции «в хорошем театре».
Сергиевский активно занимался журналистикой, сотрудничал в газете «Сельский вестник», редактировал воскресное приложение к ней; печатался также
в «Новом времени». В 1911 году — редактор журнала «Бог-Помочь»; с 1912 года редактор ежемесячного «литературно-исторического, общественного и научно-популярного» журнала «Родная страна» (1912—1914), затем редактор и издатель журнала «Наша старина» (1914―1917), служащего «целям ознакомления с историческим ходом развития русской культуры», и «общедоступного по цене и содержанию» иллюстрированного еженедельника «Воскресение» (1915—1916).
Беллетристика Сергиевского представляет собой образцы назидательной сентиментальной прозы. Герой повести «Антон Калюжный» (1901;
2-е издание — 1911), кронштадтский матрос, благодаря дружбе с мальчиком Гришей прощает Гришиного отца — лейтенанта, погубившего жену героя. Пафос повести «Тайна старой мельницы» (СПб., 1914) заключался в «ярко, оригинально и интересно изложенной мысли о вреде пьянства». Дочь пьяницы-мельника, которой барыня дала образование и послала учиться в столицу, полюбила студента, но, случайно услышав рассуждение о теории наследственности, внушила себе, будто отравленная кровь отца должна погубить ее, и погибла.
Большим успехом «среди сельского читателя как школьного, так и зрелого возраста» пользовались написанные Сергиевским биографические очерки: «Великий человек из народа Михаил Васильевич Ломоносов» (1911), «Великий русский поэт Александр Сергеевич Пушкин» (1912) и «Русский поэт Лев Александрович Мей» (1913). На ту же аудиторию был ориентирован исторический роман «На заре царства» (1913), посвящённый Смутному времени и вступлению на престол Михаила Фёдоровича Романова.
Особую страницу творческой биографии Сергиевского представляет его сотрудничество с великим князем Константином Константиновичем (поэтом К. Р.), начавшееся с совместной работы над постановкой в придворном царскосельском Китайском театре драмы К. Р. «Царь Иудейский» в 1914 году (режиссёр Н. Н. Арбатов). Сергиевский подготовил несколько поэтических сборников К. Р., в том числе «Избранные лирические стихи» (П., 1915; выдержал три издания) и «Жемчужины духовной поэзии» (П., 1916), а также «В строю» (П., 1915), включавший солдатскую лирику К. Р.; все три сборника предварялись вступительной статьёй Сергиевского «К. Р. Его жизнь и творчество». Кроме того, Сергиевский был редактором-руководителем серии «История русской одежды» (автор П. К. Степанов), издававшейся «с соизволения и под покровительством» К. Р. (вышел только 1-й в. - П., 1915). Внезапная смерть великого князя помешала осуществлению других совместных планов. Впоследствии, в эмиграции, Сергиевский издаст сборник стихов К. Р. «Жемчужины поэзии» (Н.-Й., 1955) и выпустит книгу «Эти милые две буквы. Книга о К. Р. …» (Н.-Й., 1957).
В июне 1914 года Сергиевский отправился на швейцарский курорт Бад-Рагац. Слухи о скором начале войны заставили его срочно выехать на родину через Германию, но на станции Росток он вместе с женой Еленой Николаевной был задержан и провел некоторое время в заключении. Эти события описаны в книге Сергиевского «Записки пленника. Два с половиной месяца в плену у немцев» (П., 1915). Автор обвиняет немцев в предвзятом отношении к русским, однако в годы 1-й мировой войны он и сам был не чужд националистических настроений, что сказывалось на тональности его публицистики и направлении возглавляемых им журналов.
Весной 1917 года Сергиевский был послан «с чрезвычайной миссией в качестве представителя русской печати» в США; намеревался осенью вернуться с женой в Петроград. Октябрьский переворот застал его в Вашингтоне. В 1918 году в Нью-Йорке создал «Первое русское издательство в Америке». За год работы издательство выпустило несколько книг, среди которых «первый изданный в Америке сборник рассказов, очерков, стихотворений и рисунков» «Досуг» под редакцией Сергиевского, где помещены несколько его рассказов (под настоящей фамилией и под псевдонимом Н. Муратов и Н. Никольский). Печатался в американской прессе, сотрудничал с организацией «Young Men Christian Association» (YMCA), для которой переводил и компилировал учебные пособия, а также «подготовил два сборника американской беллетристики на русском языке» (1921). В начале 1920-х годов пытался писать киносценарии для Голливуда. В дальнейшем печатался в журнале «Новоселье», где помещены несколько его очерков, рассказов и повестей: «Комедия о графе Фарсоне. Из московской театральной жизни» (1942), «Зачем Пушкин ездил к Покрову» (1943), «Вечная странница» (1944), «Внимая ужасам войны» (1944), «Судьба» (1945). Основное произведение этого времени ― исторический роман «Гишпанская затея» (Н.-Й., 1941; 2-е изд., 1955). Сергиевский подготовил также англоязычные издания «Капитанской дочки» А. С. Пушкина и «Вишнёвого сада» А. П. Чехова (оба — N.Y., 1946). Выпустил два пособия по русскому языку: «How to read, write and speak Modern Russian» (N.Y., 1945) и «Idiomatic Russian» (N. Y., 1967)], выдержавшие по несколько переизданий.